# Ievgueni Schwartz
Ievgueni Schwartz (rus: Евге́ний Льво́вич Шва́рц)  (Kazan, 9 d'octubre de 1896 (Julià) - Sant Petersburg, 15 de gener de 1958), nom complet amb patronímic Ievgueni Lvóvitx Schwartz, fou un destacat dramaturg, guionista de cinema i escriptor rus del segle xx.

## Vida

### Primers anys
Ievgueni Schwartz va néixer a Kazan, Rússia, en la família d'un metge rural. El seu pare era un jueu convers, la seva mare russa. A l'edat de 7-8 anys, Ievgueni, batejat a l'Església Ortodoxa, es considerava a si mateix un rus, la seva infància va transcórrer amb una freqüent mobilitat, associada a la feina del seu pare, mòbils associades amb el servei del seu pare: Iekaterinodar, Dmítrov, Akhtirski, Riazan i altres. La infantesa posterior i la seva joventut les va passar a Maikop.
El 1910 va estudiar dret a la Universitat de Moscou, on també es va involucrar en el teatre i la poesia. Va ser reclutat a l'exèrcit a finals del 1916 per servir al front. Després de la revolució bolxevic es va unir als blancs i va servir sota les ordres del general Kornílov. Va patir lesions i neurosi de guerra durant la presa de Iekaterinodar en 1918, va perdre diverses dents i va adquirir una tremolor de les mans que l'acompanyaria durant la resta de la seva vida.
Després del final de la Guerra Civil Russa, Schwartz va estudiar teatre a Rostov del Don. El 1921 es va traslladar amb el grup de teatre a Petrograd per involucrar-se amb els "Germans Serapion", un grup literari que incloïa Ivànov, Zósxenko i Kaverin. El 1923 es va traslladar a Bakhmut i va començar a publicar versos satírics i crítiques al diari local. Amb Mikhaïl Slonimski i Nikolai Oléinikov, va organitzar la revista literària Забой Zaboi (traduïble com a "carnisseria", "massacre") el 1925.

### Carrera
En 1924, Schwartz va tornar a Leningrad per esdevenir un empleat del Gossizdat, Comitè Estatal per a la Indústria Editorial, secció literatura infantil, sota l'administració de Samuïl Marxak. Es va convertir en un dels autors de les revistes infantils "Eriçó", rus: Ёж Ioj i "Lluer", rus: Чиж Txij. També va escriure llibres per a nens, incloent "La història de l'antiga balalaica", rus: Рассказ старой балалайки Rasskaz staroy balalayki (1924), "Les aventures de Xura i Marussi". rus: Приключения Шуры и Маруси Prikliutxénia Xuri i Marussi (1937), "La noia estrangera", rus: Чужая девочка Txujaia devotxka (1937) i Nen de primer curs, rus: Первоклассница Pervoklàssnitsa (1949). Durant aquest temps, també va arribar a ser associat amb els membres del grup literari d'avantguarda OBERIU.
El 1929 Ievgueni Schwartz va començar a col·laborar amb Nikolai Akímov al Teatre de la Comèdia de Leningrad, i va escriure obres de teatre contemporànies basades en els contes populars i de fades de Hans Christian Andersen. Entre ells «Goli Korol», rus: Голый король, ("El rei nu", basat en l'obra El vestit nou de l'emperador) (1934), «Krasnaia Xapotxka», rus: красная шапочка ("La Caputxeta Vermella") (1936), «Zoluixka», rus: Золушка ("La Ventafocs") (1938), «Snejnaia Koroleva», rus: Снежная королева ("La reina de les neus", basat en l'obra homònima de Hans Christian Andersen) (1938),«Tien», rus: Тень ("L'ombra", basat en l'obra homònima de Hans Christian Andersen) (1940),«Drakon», rus: Дракон ("El drac", una original) (1944), i «Obiknovennoie Txudo», rus: Обыкновенное чудо ("Un miracle ordinari") (1956).Al començament de la Gran Guerra Patriòtica, Schwartz va escriure Sota els til·lers de Berlín, rus: Под липами Берлина Pod lipami Berlina (1941) amb Zósxenko. Durant la guerra, va escriure Una nit, rus: Одна ночь Odna notx i  El país llunyà, rus: Далекий край Daleki krai.
Després de la guerra, Schwartz va escriure Un miracle ordinari i Història d'un soldat valent, rus: Сказка о храбром солдате Skazka o khrabrom soldate. Les adaptacions de Schwartz de les obres La reina de les neus i L'ombra van ser dutes al cinema com a pel·lícules el 1966 i 1971. També va completar guions de pel·lícules per a La Ventafocs , Nen de primer curs, El Quixot i Un miracle ordinari. Va morir a Leningrad.